# اعتلال الأعصاب الحرج
اعتلال الأعصاب الحرج (CIP) والاعتلال العضلي الحرج (CIM) هما متلازمتان متداخلتان من ضعف العضلات المنتشر والمتناظر والارتخاء العضلي. يحدث عند المرضى المصابين بأمراض خطيرة وتكون جميع الأطراف والحجاب الحاجز مصابة، مع تجنيب نسبي للأعصاب القحفية. لاعتلال الأعصاب الحرج والاعتلال العضلي الحرج أعراض وعلامات متشابهة، ويميزهما الأطباء غالبًا على أساس الاختبارات الفيزيولوجية الكهربية المتخصصة أو خزعة العضلات والأعصاب. أسباب الحالة غير معروفة، لكن يعتقد أنها مظهر عصبي محتمل لمتلازمة الاستجابة الالتهابية الجهازية. قد تساهم الكورتيكوستيرويدات وعوامل الحجب العصبي العضلي، والتي تُستخدم على نطاق واسع في العناية المركزة، في تطور اعتلال الأعصاب الحرج والاعتلال العضلي الحرج وفي ارتفاع نسبة السكر في الدم، والتي تحدث غالبًا عند المرضى المصابين بأمراض خطيرة.
وصف تشارلس اف. بولتون اعتلال الأعصاب الحرج عند مجموعة من خمسة مرضى.
وصف نيكولا لاترونيكو اعتلال الأعصاب الحرج والاعتلال العضلي الحرج لأول مرة عند مجموعة من 24 مريضًا.

## العلامات والأعراض
يعاني الأشخاص المصابون باعتلال الأعصاب الحرج والاعتلال العضلي الحرج من ضعف عضلي منتشر ومتناسق. يتطور المرض عادةً عند المرضى الذين يعانون من حالات مرضية خطيرة وشلل، لذلك غالبًا ما يتلقى هؤلاء المرضى العلاج في وحدة العناية المركزة.
يحدث ضعف (عجز حركي) عام، بدلًا من أن يبدأ في منطقة واحدة من الجسم وينتشر. تتأثر عضلات الأطراف والجهاز التنفسي (الحجاب الحاجز) بشكل خاص. تبقى عادة عضلات الوجه سليمة، ولكن في حالات نادرة، قد تضعف عضلات العين، مما سيؤدي إلى شللها في النهاية.
قد يعاني المريض من صعوبات في التنفس بسبب ضمور العضلات بين الأضلاع (الوربية)، وضمور عضلة الحجاب الحاجز، وتنكس العصب المسؤول عن تعصيب الحجاب الحاجز (العصب الحجابي). قد يؤدي ذلك إلى إطالة وقت فطم المريض عن جهاز التنفس (التهوية الميكانيكية) بما يصل إلى 7-13 يومًا.
قد تكون المنعكسات الوترية العميقة سلبية أو ضعيفة، وقد يحدث شلل رخو متماثل ثنائي في الذراعين والساقين. تقتصر مظاهر الجهاز العصبي على الأعصاب المحيطية عادة، مع بقاء الجهاز العصبي المركزي سليمًا.

## الأسباب
أسباب اعتلال الأعصاب الحرج والاعتلال العضلي الحرج غير معروفة، ويعتقد أنها مظهر عصبي محتمل لمتلازمة الاستجابة الالتهابية الجهازية.

## علم الأمراض
قد تظهر خزعة العصب اعتلال عصبي محواري، ولكن لم يعد يشار إليه الآن. قد تظهر خزعة العضلات فقدانًا انتقائيًا للخيوط السميكة في العضلات، مما يدل على فقدان الميوسين وموت خلايا العضلات (النخر). عندما تفقد العضلات تحفيز الخلايا العصبية ستضمر. ومع ذلك، في حال حدوث اعتلال عضلي خطير لا يكون سببه فقدان تعصيب العضلات فقط. في حالة الاعتلال العضلي الخطير، لم يُعرَف بعد سببًا آخرًا لتنكس العضلات.
على عكس متلازمة غيلان باريه، وهي اضطراب عصبي آخر يسبب الضعف، لا يعاني مرضى اعتلال الأعصاب الحاد من فقدان غمد الميالين الذي يحيط عادة بالخلايا العصبية (داء مزيل للميالين).

## التشخيص
يعد اعتلال الأعصاب الحرج والاعتلال العضلي الحرج سببًا رئيسيًا للضعف المكتسب في وحدة العناية المركزة. توصي الدلائل الإرشادية الحالية بالتشخيص السريري للضعف المكتسب في وحدة العناية المركزة، ويُشخّص عن طريق اختبار قوة العضلات يدويًا بحسب مجموع نقاط حدده مجلس البحوث الطبية (MRC) أو قياس ديناميكيات قبضة اليد.
لا يُشخص اعتلال الأعصاب الحرج والاعتلال العضلي الحرج حتى فطم المريض بنجاح عن جهاز التنفس الصناعي. يعد الاكتشاف المبكر للحالة أمرًا صعبًا، لأن هؤلاء المرضى غالبًا ما يكونون مُخدّرين، بالتالي لا يمكنهم التعاون مع الفحص البدني العصبي العضلي الشامل. يستغرق استخدام دراسات التوصيل العصبي التقليدية وقتًا طويلًا ويتطلب وجود أطباء متخصصين، ومع ذلك، يمكن استخدام الاختبارات الفيزيولوجية الكهربائية المبسطة كطرق فحص في الحالات الحرجة لتأكيد أو استبعاد وجود اعتلال الأعصاب الحرج والاعتلال العضلي الحرج. يعد اختبار العصب الشظوي اختبارًا مناسبًا وعالي الحساسية وقليل التوغل وغير إرادي وسريع ويمكن أن يستبعد بدقة وجود اعتلال الأعصاب الحرج والاعتلال العضلي الحرج في حال كانت النتيجة طبيعية. بالإضافة إلى ذلك، يخضع المرضى الذين يعانون من الضمور الناتج عن عدم القدرة على الاستخدام وعدم التكيف العضلي لاختبارات الفيزيولوجيا الكهربائية الطبيعية حتى لو انخفضت قوة العضلات بشدة، فهذه الاختبارات مهمة لتحديد سبب ضعف العضلات وقد تساعد في تحسين الإنذار.

### قيم الاختبارات
قد ترتفع نسبة كيناز الكرياتين (CPK) في الدم بشكل معتدل. بالرغم من أن كيناز الكرياتين علامة جيدة لتلف الأنسجة العضلية، لكنها غير مفيدة في حالات اعتلال الأعصاب الحرج والاعتلال العضلي الحرج؛ لأنها عملية تدريجية ولا تنطوي عادةً على موت كبير لخلايا العضلات (نخر). حتى في حال وجود النخر، قد يكون صغيرًا وبالتالي يمكن تفويته بسهولة. بالنسبة إلى نتائج فحص البزل القطني (البزل الشوكي)، فسيكون مستوى البروتين في السائل النخاعي الدماغي طبيعيًا.